# Brugia
Genre
Brugia est un genre de nématodes de la famille des Onchocercidae.

## Liste des espèces
Selon GBIF (16 septembre 2024) :
- Brugia malayi (Brug, 1927)
- Brugia pahangi (Buckley & Edeson, 1956)
- Brugia timori Partono, 1977

## Systématique
Le nom valide complet (avec auteur) de ce taxon est Brugia Buckley (d), 1960.
Brugia a pour synonyme :
- Brugiella Dissanaike & Paramananthan, 1961

### Publication originale
- (en) J. C. C. Buckley, « On Brugia Gen. Nov. For Wuchereria Spp. of the ‘Malayi’ Group i.e., W. Malayi (Brug, 1927), W. Pahangi Buckley and Edeson, 1956, and W. Patei Buckley, Nelson and Heisch, 1958 », Annals of Tropical Medicine and Parasitology, Liverpool, vol. 54, no 1,‎ 1960, p. 75-77 (ISSN 0003-4983, e-ISSN 1364-8594, DOI 10.1080/00034983.1960.11685959).